# 非常杀手
《非常殺手》是一部2022年上映的韩国动作片，改编自作家方振浩的小说《死不足惜的孩子》，由《剑客》、《催眠》的导演崔在勋执导，張赫、李茜英、布鲁斯·坎主演。2021年拍摄，2022年4月23日在远东电影节全球首映，6月20日在美国洛杉矶举行红毯首映会。7月13日在韩国和北美同步上映。

## 劇情
退休的殺手方義江和老婆賢秀同住一起。6月27日，賢秀告訴方義江要和閨蜜一起去济州岛玩，希望他能代為照顧她閨蜜的繼女金允智。方義江不情不願地應允。白天他送賢秀和允智的後媽出去機場後，晚上轉到弘大去接允智，然後應她要求讓她先住在自己朋友家幾天。隔天凌晨1：30，在家睡覺的方義江卻被允智打來的電話驚醒，聽到她哭叫著肚子痛需要幫忙，但到了那裡後才發現她只是想他去接她。但接著，允智收到一條簡訊後，又趕著方義江先自行回家。
方義江開車離開，由後照鏡看到金允智會同他人騎腳踏車離開。收到妻子的簡訊詢問金允智怎麼樣後，放心不下的方義江決定回頭找人。他通過之前放在她錢包裡的追踪裝置，找到了在溜冰場的她，發現她和其朋友正被成妍所率領的一夥不良少年圍困威脅。方義江三拳兩腳打敗他們，自己卻也挨了一刀，還是帶不知天高地厚的金允智回家。允智對他產生強烈好奇心，但他只覺得這小孩很煩人。隔天晚上，當方義江和金允智在回家路上經過溜冰場外時，被刑警李勇浩攔下，告訴他裡面發生了謀殺案，多名少年被殺。刑警之後目送他們開車離去。
隔天早上，刑警李勇浩找上方義江，懷疑他涉及這起謀殺案，並告訴他金允智在校狀況不佳。允智為所發生的一切感到擔心害怕，令方義江回想起過往一段回憶：有個少女雇他殺死她本人，似乎是已因為無路可走，卻留下無從追索的謎團。成妍打電話給金允智，被方義江接過，成妍約他見面，因為她手上有那把刺傷了他的刀，刀柄上有方義江拔刀時留下的指紋。方義江交給允智一個定位手環後單刀赴會。儘管成妍告訴方義江在某個地方後再打給她，但他因為金允智的皮夾在成妍手上（那GPS追踪器還在裡面）而直接找上門。方義江成功取回該刀，不得不和一名受過俄罗斯特种部队訓練的俄羅斯殺手尤里格鬥。他回到家，卻發現金允智被綁架了。
方義江四下尋找，一無所獲之餘，由路邊的線索發現成妍的另一處據點。成妍試圖逃走時被他截住。接應她的車輛看到這情況迅速撤離。成妍拿出金允智的定位手環，示意她知道方義江是怎麼找到她的，並威脅方義江不得傷害她，否則金允智也會有危險。之後，成妍被他拉回屋裡逼供。
成妍開始透露自己所在圈子裡的運作方式，及有關俄羅斯黑手黨的人口贩卖組織的資訊，但對於金允智的下落卻避而不談。方義江的手搭上成妍右大腿內側。成妍本以為方義江意圖不軌，但沒想到他毫不猶豫地一刀刺下。成妍痛得當場大叫，方義江冷冷地警告她，再扎深一點就會到大動脈。在巨大的疼痛與恐懼下，成妍終於吐露了金允智就在名為「別告訴爸爸」的旅館，但她真的不知道是誰特地要求帶走允智。她表示「斑點」哥哥才知道整件事的來龍去脈。義江拔出到刀子，交代她請到場的警察送她去急診，但當李勇浩因在場民眾報警而趕到時，成妍已失血過多身亡。
方義江趕到旅館，大殺四方，出手狠辣。其中三名少年見狀逃下一樓，卻被方義江開槍制止。方義江逐一威逼並射殺其中兩名少年，最後一名少年嚇得說他真的不知道，只有那個雷鬼造型的經紀人知道。但話未說完，那名經紀人就在他們眼前墜樓身亡。方義江冷酷地射殺已毫無用處的最後一名少年。殺了經紀人的殺手突然現身。方義江由他手中的名刀立刻認出，這就是上次和他交手過的人。由於認定方義江不可能生還，殺手輕蔑地告知允智的下落。在一陣勢均力敵的交鋒後，趕時間的方義江使計跳窗逃脫，時當李勇浩刑警到場欲逮捕方義江。方義江制服了刑警後，帶著他開車一起去找金允智。救出人後，方義江由幫派份子手上的證據得知李勇浩是名腐敗的警察，勾結擄走女孩及攻擊方義江的組織。李勇浩遂不得不為之善後。
方義江反過頭來軟硬兼施地買通李勇浩提供消息。藉助方義江提供的鉅額金錢，李勇浩透過国际刑警组织的後輩得知，如果金允智被帶往俄罗斯，會到以朴亨柱名字登記的飯店房間。方義江到了朴亨柱所經營的卡拉OK，殺光身邊的小弟，並廢他雙腿之後，得知有一位不知名的高層法官特別指名預訂金允智。還得知朴亨柱的上游是一名叫做「豬媽媽」的人，得到滿意的答案後槍殺朴亨柱，並請已經隱退並經營遺體清理公司的朋友善後，還告知將另有一場「清潔工作」。也請做地下軍火生意的朋友透過美國軍火商弄來帶消音器的巴雷特M82狙擊步槍。
方義江要求李勇浩刑警調查那名法官和金允智的背景。他得知金允智的父親三年意外去世，而母親其實是她的繼母，並確定了那名法官的是韩国大法院金正勳，是下屆大法官的候選人。他前往法官的豪宅，擊斃了幾名保鏢，但被李勇浩刑警背叛。方義江被交給了法官，金法官要求李勇浩刑警處理掉方義江。然而，當李勇浩將方義江押出房間時，突被方義江利用進門的空檔奪槍後打倒。法官手下們聽到房間內的聲響後衝入房內支援，但方義江的身手不凡，敏捷地將他們一一擊倒。
李勇浩努力地爬起，想要拔槍，但被方義江上前一棒打掉，配槍也被順勢搶走。方義江冷冷地看著地上的李勇浩，說道：「你知道我為什麼容易被抓嗎？其實我只是想透過你見到法官。」，知道自己陷入絕境的李勇浩臉色慘白，急忙地說道："等一下..." 但是方義江並沒有給他機會，直接開槍射殺了他。方義江又逐一對倒地的打手們補槍，以絕後患。
這時，尤里突然現身，與方義江開始激烈地交手。兩人各自打光子彈後轉為肉搏。方義江技高一籌，落敗的尤里搶到一把槍對付他，槍中卻沒有子彈，又被方義江一拳打倒。他再撿起一把刀，卻被義江拔槍射中。義江冷靜地向尤里展示手中彈匣已清空的槍，暗示這把才是裝滿子彈的槍。隨後，他毫不猶豫地從樓上將尤里踹出窗外，尤里跌入樓下泳池中，驚嚇一眾正在舉行派對的男男女女，池水被鮮血染紅。
此時金法官剛從浴室出來，看到方義江後，他開始四處張望。方義江告訴他不必如此，因為周圍已經沒有其他人。
金法官試圖說動方義江，暗示身為下一任大法官的候選人，只要一通電話即可令所有事情不沾到方義江身上，且確保他在未來不會遭受任何麻煩。方義江提及"豬媽媽"。金法官表現出義憤填膺的樣子，聲稱豬媽媽是勾結上流社會取得女孩的中間人，是她在被捕後選擇將一名叫允智的女孩交給金法官。所以所有的罪名都應歸諸於她和李勇浩刑警。
似乎被說動的方義江輕鬆坐下，並示意金法官也坐下，然然問及今後行止。金法官半開玩笑地回應，他找女孩的管道已毀，以後只能在家看成人影片了。
似乎達成協議的兩人以大笑化解緊張。方義江詢問此地負責人，金法官表示就是豬媽媽，並再度建議將所有事情都推給她。方義江認為"豬媽媽"可以解決這一切，但金法官對此表示疑惑。方義江拿起桌上的手槍，暗示這就是解決方式。兩人再次笑，試圖緩和局勢。方義江轉身似乎即將離開，隨後突然轉身，開槍向金法官射擊，直至彈藥用盡。
在一個寧靜的度假村，允智的繼母藉口上洗手間，實則打算駕車開溜。她在車上，驚訝地接到了金法官的來電。她原本想打發掉金法官，但回話的卻是人在後座的方義江。這也讓方義江證實眼前這個人就是豬媽媽。面對槍口，方義江追問允智的繼母接近他太太的原因。她直白地承認，她知道賢秀的丈夫擁有好幾棟大樓，所以她甚至不介意利用自己的女兒，只為了金錢。當被問及是否為了錢而這麼做時，她嘲諷地表示哪個男人不喜歡年輕的女孩。方義江挾持她駛到荒郊野外後冷冷地告訴她，他會照顧允智直至成年。允智的繼母怒極反笑，嘲諷方義江和其他男人都是為了同樣的目的，指責他為了自己的利益不擇手段，並大罵那種身為男人追逐焦點的女人死不足惜。講完試圖按喇叭求救時，方義江沒有絲毫猶豫地開槍射殺她。他冷漠地說：“世界上沒有死不足惜的孩子”，然後離開現場，讓之後抵達的朋友來處理後續。
隨後，方義江和金允智在濟州的一個海灘找到了賢秀，這時揭露了方義江回憶中的那名少女其實就是賢秀。

## 演員陣容

### 主要人物
- 張赫 饰演 方义江，退休杀手。
- 李茜英 饰演 金允智，高中生。
- 布鲁斯·坎 饰演 尤里，俄罗斯杀手。

### 其他人物
- 李承俊 饰演 李勇浩，刑警。
- 方恩晶 饰演 成妍，贩卖少女组织成员。
- 崔基燮 饰演 斑点，犯罪组织成员。
- 申承煥 饰演 朴亨柱，犯罪组织成员。
- 洪书俊 饰演 法官
- 李倸英 饰演 贤秀，方义江的妻子。
- 柳瑞真 饰演 离婚女子
- 赵韩瑟 饰演 慧珠

### 特别出演
- 车太贤 饰演 收尸工作员
- 孙贤周 饰演 武器贩卖商

## 獎項
| 年份 | 大獎                 | 獎項                           | 受獎者 | 結果 |
| ---- | -------------------- | ------------------------------ | ------ | ---- |
| 2022 | 第21屆纽约亚洲电影节 | Daniel A. Craft 动作电影卓越奖 | 張赫   | 獲獎 |

## 外部連結
- NAVER上《非常杀手》的資料
- Daum上《非常杀手》的資料

- 韩国电影数据库（KMDb）上《非常杀手》的資料
- 互联网电影数据库（IMDb）上《非常殺手》的资料（英文）
- 《非常殺手》在HanCinema的页面（英文）（英文）
- 豆瓣电影上《非常杀手》的資料 （简体中文）